# ديدييه بويسان
ديدييه بويسان (30 سبتمبر 1923 - 27 فبراير 2021) كان بحارًا فرنسيًا شارك في الألعاب الأولمبية الصيفية لعام 1956، وفاز ببطولة سنايب الأوروبية عام 1954. وتوفي في فبراير 2021 عن عمر يناهز 97 عامًا.